# Episodi di Star Trek: Discovery (prima stagione)
La prima stagione della serie televisiva Star Trek: Discovery, composta da 15 episodi, è stata pubblicata settimanalmente dal servizio di video on demand CBS All Access dal 24 settembre 2017. Il primo episodio venne inoltre trasmesso sulla CBS, per poi essere pubblicato su All Access insieme al secondo episodio.
In Italia gli episodi della stagione sono stati pubblicati su Netflix il giorno dopo la messa in onda statunitense.
| nº | Titolo originale                                 | Titolo italiano                                                 | Pubblicazione USA | Pubblicazione Italia |
| -- | ------------------------------------------------ | --------------------------------------------------------------- | ----------------- | -------------------- |
| 1  | The Vulcan Hello                                 | Il saluto vulcaniano                                            | 24 settembre 2017 | 25 settembre 2017    |
| 2  | Battle at the Binary Stars                       | Battaglia alla stella binaria                                   | 24 settembre 2017 | 25 settembre 2017    |
| 3  | Context is for Kings                             | Il contesto è per i re                                          | 1º ottobre 2017   | 2 ottobre 2017       |
| 4  | The Butcher's Knife Cares Not for the Lamb's Cry | Al coltello del macellaio non interessa il lamento dell'agnello | 8 ottobre 2017    | 9 ottobre 2017       |
| 5  | Choose Your Pain                                 | Scegli il tuo dolore                                            | 15 ottobre 2017   | 16 ottobre 2017      |
| 6  | Lethe                                            | Lete                                                            | 22 ottobre 2017   | 23 ottobre 2017      |
| 7  | Magic to Make the Sanest Man Go Mad              | Toglie di senno fin anche i più saggi                           | 29 ottobre 2017   | 30 ottobre 2017      |
| 8  | Si Vis Pacem, Para Bellum                        | Si vis pacem, para bellum                                       | 5 novembre 2017   | 6 novembre 2017      |
| 9  | Into the Forest I Go                             | Nella foresta mi addentro                                       | 12 novembre 2017  | 13 novembre 2017     |
| 10 | Despite Yourself                                 | Vostro malgrado                                                 | 7 gennaio 2018    | 8 gennaio 2018       |
| 11 | The Wolf Inside                                  | Il lupo dentro                                                  | 14 gennaio 2018   | 15 gennaio 2018      |
| 12 | Vaulting Ambition                                | Sfrenata ambizione                                              | 21 gennaio 2018   | 22 gennaio 2018      |
| 13 | What's Past Is Prologue                          | Il passato è il prologo                                         | 28 gennaio 2018   | 29 gennaio 2018      |
| 14 | The War Without, The War Within                  | La guerra fuori, la guerra dentro                               | 4 febbraio 2018   | 5 febbraio 2018      |
| 15 | Will You Take My Hand?                           | Mi prenderai per mano?                                          | 11 febbraio 2018  | 12 febbraio 2018     |

## Il saluto vulcaniano
- Titolo originale: The Vulcan Hello
- Diretto da: David Semel
- Scritto da: Alex Kurtzman (storia), Akiva Goldsman, Bryan Fuller (sceneggiatura)

### Trama
A bordo di una nave klingon, un guerriero sta incitando i suoi simili alla riunificazione delle 24 casate in conflitto tra loro: vuole che sia combattuta una guerra contro la Federazione.
Sul pianeta desertico dei Crepuscolani il capitano Philippa Georgiou, della nave USS Shenzhou della Flotta Stellare, e il suo primo ufficiale, la xenoantropologa Michael Burnham, tentano di porre rimedio alla terribile siccità che ha colpito il pianeta, abitato da una razza non ancora tecnologicamente sviluppata. Ma dovranno farlo evitando di interferire con l'Ordine Generale 1.
L'equipaggio della Shenzhou indaga su un satellite danneggiato in orbita intorno a un sistema di stelle binarie e trova un oggetto non rilevabile dai loro sensori. Michael Burnham atterra sull'oggetto per scoprire di più sulle sue origini, ma viene attaccata da un soldato klingon di nome Rejac. Burnham uccide involontariamente il soldato e torna sulla Shenzhou, dove avvisa il capitano Philippa Georgiou delle presenza dei Klingon, una razza guerriera con cui la Federazione dei Pianeti Uniti non ha contatti da molti anni. Nel frattempo, a bordo di una nave occultata, un gruppo di Klingon guidati da T'Kuvma piange la morte del soldato, chiamato il Paladino; uno dei Klingon, Voq, si offre come suo sostituto. T'Kuvma invita i suoi simili a combattere i tentativi della Federazione di cancellare la cultura klingon e pianifica di riunire le ventiquattro casate klingon sotto il suo comando. La Shenzhou tenta inutilmente di mettersi in contatto con i Klingon. Burnham, dopo essersi messa in contatto subspaziale con il padre vulcaniano adottivo Sarek, suggerisce al capitano di prepararsi a combattere e di avvertire il comando centrale, ma Georgiou decide di tentare la via della diplomazia. Burnham tramortisce il Capitano e si prepara a sparare contro i Klingon nel tentativo di evitare una guerra, ma Georgiou rinviene e annulla l'ordine minacciando Burnham con un phaser. Altre navi klingon, chiamate a raccolta da Voq, circondano la Shenzhou.
- Altri interpreti: Michelle Yeoh (Philippa Georgiou), Mary Chieffo (L'Rell), James Frain (Sarek), Chris Obi (T'Kuvma), Maulik Pancholy (Dr. Nambue), Terry Serpico (Ammiraglio Anderson), Sam Vartholomeos (Connor)
- Ascolti USA: telespettatori 9.490.000[6]

## Battaglia alla stella binaria
- Titolo originale: Battle at the Binary Stars
- Diretto da: Adam Kane
- Scritto da: Bryan Fuller (storia), Gretchen J. Berg, Aaron Harberts (sceneggiatura)

### Trama
Sette anni prima dello scontro con i Klingon alle Stelle Binarie, Michael Burnham è accompagnata da Sarek a bordo della Shenzhou, dovendo prendere servizio come ufficiale. Burnham è stata la prima umana a frequentare l'Accademia delle Scienze e il Centro di Apprendimento Vulcaniano.
A bordo della Shenzhou, vistasi circondata dalle navi klingon, il capitano Georgiou fa arrestare Burnham, mentre i leader delle 24 Casate klingon chiedono spiegazioni a T'Kuvma.
Le navi della Flotta Stellare giungono in soccorso della Shenzhou, mentre T'Kuvma convince la maggior parte dei leader delle casate klingon a seguirlo in battaglia. Georgiou cerca di comunicare con i Klingon per cercare una tregua, ma questi ultimi aprono il fuoco contro la Federazione. Sotto attacco, la Shenzhou accusa squarci nello scafo, anche nella sezione dove si trova imprigionata Burnham, che viene raggiunta da Sarek tramite fusione mentale a distanza. Sarek le suggerisce di trovare un modo per aiutare chi ha bisogno di lei. La Shenzhou viene gravemente danneggiata, ma viene salvata dall'arrivo della USS Europa, comandata dall'ammiraglio Anderson. L'ammiraglio tenta di stabilire una tregua con i Klingon, ma l'Europa viene speronata da una nave klingon invisibile. Anderson attiva l'autodistruzione della nave, distruggendo così anche la nave klingon. La Flotta della Federazione è sconfitta e le navi klingon, giunte a dar manforte a T'Kuvma, lasciano il campo di battaglia per portare su Qo'noS la notizia della riunione delle 24 Casate contro la Federazione. T'Kuvma interrompe il fuoco sulle navi della Federazione. Burnham riesce ad aggirare i controlli del computer e si libera dalla cella raggiungendo la plancia, suggerendo un piano a Georgiou per prendere T'Kuvma prigioniero. T'Kuvma ordina di portare a bordo i caduti klingon che fluttuano nello spazio, e approfittando di ciò la Shenzhou teletrasporta un siluro fotonico sull'ammiraglia klingon. Un'esplosione rende quindi inoperativa la nave klingon, e Burnham e Georgiou riescono a teletrasportarsi a bordo della nave di T'Kuvma. Burnham riesce a sopraffare Voq, ma Georgiou viene uccisa da T'Kuvma, che viene a sua volta ucciso da Burnham che viene quindi teletrasportata a bordo della Shenzhou, lasciando il corpo del capitano sul vascello klingon. Burnham viene condotta di fronte alla corte marziale, che la priva dei suoi gradi di comandante e la condanna all'ergastolo per il suo ammutinamento.
- Altri interpreti: Michelle Yeoh (Capitano Philippa Georgiou), Mary Chieffo (L'Rell), James Frain (Sarek), Kenneth Mitchell (Kol), Chris Obi (T'Kuvma), Terry Serpico (Ammiraglio Anderson), Sam Vartholomeos (Connor)

## Il contesto è per i re
- Titolo originale: Context is for Kings
- Diretto da: Akiva Goldsman
- Scritto da: Bryan Fuller, Gretchen J. Berg, Aaron Harberts (storia), Gretchen J. Berg, Aaron Harberts, Craig Sweeny (sceneggiatura)

### Trama
Sei mesi dopo la sua condanna, Burnham si trova in viaggio verso una colonia mineraria insieme ad altri carcerati, quando la loro navetta viene attratta dal raggio traente della USS Discovery. Sulla nave Burnham incontra il primo ufficiale Saru, un Kelpiano già in servizio sulla USS Shenzhou come ufficiale scientifico, e il capitano Gabriel Lorca, che la assegna all'astromicologo Paul Stamets. Lorca viene informato che l'equipaggio della USS Glenn, la nave gemella della Discovery, è rimasto ucciso a causa di un incidente. Lorca invia una squadra sulla Glenn per recuperare le ricerche degli scienziati; sulla nave il gruppo, di cui fa parte anche Burnham, trova i cadaveri dell'equipaggio completamente deformi. La squadra viene attaccata da una creatura aliena, ma grazie a Burnham riescono a fuggire e a recuperare il materiale. Lorca chiede a Burnham di arruolarsi nell'equipaggio della Discovery, rivelandole che sul vascello sono in corso degli esperimenti per un nuovo sistema di volo basato sulle spore della rete miceliare subspaziale, che consentono di viaggiare attraverso il cosmo in modo quasi istantaneo, permettendo così alla Federazione di vincere la guerra contro i Klingon e a Burnham di redimersi. Burnham accetta. Nel suo ufficio, Lorca osserva la Glenn che viene distrutta, poi attira verso di sé la creatura aliena, trasportata segretamente a bordo della nave.
- Altri interpreti: Rekha Sharma (Landry), Keyla Detmer, (Emily Coutts), Julianne Grossman (computer di bordo), Grace Lynn Kung (Psycho), Devon McDonald (ufficiale tecnico), Sara Mitich (Airiam), Oyin Oladejo (Joann Owosekun), Conrad Pla (Stone), Ronnie Rowe Jr. (pilota della navetta), Christopher Russell (Milton Richter), Saad Siddiqui (Straal), Elias Toufexis (Cold)

## Al coltello del macellaio non interessa il lamento dell'agnello
- Titolo originale: The Butcher's Knife Cares Not for the Lamb's Cry
- Diretto da: Olatunde Osunsanmi
- Scritto da: Jesse Alexander, Aron Eli Coleite

### Trama
La viceammiraglio Cornwell ordina alla USS Discovery di salvare una colonia mineraria attaccata dai Klingon. Non essendovi navi operative abbastanza vicine alla colonia, per salvarla in tempo, il compito viene assegnato alla Discovery poiché il trasporto via spore, alla base dell'incidente mortale sulla USS Glenn, è l'unico modo per raggiungere la colonia prima che gli scudi difensivi cedano sotto il bombardamento nemico. Nel frattempo sull'astronave di T'Kuvma, il suo erede, Voq, tenta di portare avanti il suo piano, ma viene tradito dal proprio equipaggio in favore di Kol, che abbandona poi Voq sul relitto della USS Shenzhou. Burnham intanto sta cercando di recuperare rispettabilità agli occhi dell'equipaggio della Discovery; contribuisce infatti con successo alla missione di salvataggio, sfruttando la simbiosi tra le spore e il misterioso animale (un tardigrado multidimensionale) rinvenuto a bordo della Glenn.
- Altri interpreti: Jayne Brook (Katrina Cornwell)

## Scegli il tuo dolore
- Titolo originale: Choose Your Pain
- Diretto da: Lee Rose
- Scritto da: Gretchen J. Berg, Aaron Harberts, Kemp Powers (storia), Kemp Powers (sceneggiatura)

### Trama
Dopo un mese di operazioni riuscite, Lorca riceve l'ordine di proteggere il motore a spore fino a quando non possa essere replicato per altre navi della Flotta Stellare. Mentre ritorna sulla Discovery, Lorca viene catturato dai Klingon. Burnham comincia a preoccuparsi per lo sforzo che Ripper (soprannome dato dalla comandante Ellen Landry al tardigrado) deve sostenere per far funzionare l'unità a spore. Insieme al compagno di Stamets, l'ufficiale medico Hugh Culbert, Burnham convince Stamets a trovare un'alternativa per far funzionare l'unità. Lorca viene imprigionato insieme al tenente della Flotta Stellare Ash Tyler e al criminale umano Harry Mudd; parlando con essi, Lorca rivela che ha ucciso l'intero equipaggio durante una precedente battaglia per risparmiarli dalla tortura dei Klingon, mentre lui è scampato. Lorca viene torturato da L'Rell, che vuole il segreto della nuova forma di locomozione della Discovery, ma Lorca e Tyler scappano prima che i Klingon imparino qualcosa. Per il salto finale necessario per sfuggire ai Klingon, con Lorca e Tyler a bordo, Stamets si collega all'unità a spore lui stesso usando il DNA di Ripper. Più tardi Burnham libera Ripper, mentre il riflesso di Stamets non si allontana da uno specchio quando lui se ne va.
- Altri interpreti: Rainn Wilson (Harry Mudd)

## Lete
- Titolo originale: Lethe[7]
- Diretto da: Douglas Aarniokoski
- Scritto da: Joe Menosky, Ted Sullivan

### Trama
In viaggio per negoziare un accordo di pace con le case klingon rinnegate, Sarek viene ferito quando un "estremista della logica" tenta di assassinarlo. Burnham lo percepisce e Lorca accetta di salvare Sarek. La viceammiraglio Katrina Cornwell mette in discussione questa decisione e altre che Lorca ha preso. Burnham va in cerca di Sarek in una navetta insieme alla sua coinquilina, la cadetta Sylvia Tilly, e Tyler. Burnham tenta di connettersi con la mente di Sarek e lo trova a ricordare il momento in cui la sua domanda per il gruppo di spedizione vulcaniano è stata respinta. Capisce che il gruppo di spedizione vulcaniano ammetterebbe solo uno dei figli di Sarek, che scelse Spock, il suo figlio mezzo Umano. Alla fine Spock scelse di unirsi alla Flotta Stellare, rendendo futile la decisione di Sarek. Burnham lo aiuta a riprendere conoscenza e attivare un faro di localizzazione. Lorca e Cornwell dormono insieme, ma lei è preoccupata dal suo comportamento paranoico e progetta di rimuoverlo dal comando della Discovery. Con Sarek incapace di incontrare i Klingon, Cornwell prende il suo posto; tuttavia i colloqui di pace sono in realtà una trappola, e lei viene catturata.

## Toglie di senno fin anche i più saggi
- Titolo originale: Magic to Make the Sanest Man Go Mad
- Diretto da: David M. Barrett
- Scritto da: Aron Eli Coleite, Jesse Alexander

### Trama
La Discovery è attirata con un sotterfugio in un loop temporale: l'astronave e il suo equipaggio si trovano a rivivere ripetutamente gli stessi avvenimenti, senza che nessuno abbia coscienza di ciò. Solo Stamets, a causa dei mutamenti sulla sua mente indotti dal sistema di propulsione dell'astronave, è in grado di percepire e di avere memoria dei continui loop che tutti stanno inconsapevolmente vivendo e durante una delle innumerevoli iterazioni, si fa rivelare da Burnham un segreto di cui soltanto lei è a conoscenza, per poterglielo rivelare a sua volta durante l'iterazione successiva del loop, in modo da convincerla del fenomeno.
Il loop è creato da Mudd (il terzo prigioniero con Lorca e Tyler nel precedente episodio Scegli il tuo dolore) che vuole impossessarsi dei segreti della Discovery per venderli ai Klingon e non può interrompersi fino a quando non decide lui.
Nei vari cicli, Mudd tortura i membri dell'equipaggio nel tentativo di comprendere il funzionamento del motore a spore, ma Stamets, elemento fondamentale per il suo funzionamento al posto del tardigrado, non è ancora stato individuato. Per far terminare il loop, Burnham rivela a Mudd chi è realmente e il suo valore nei confronti dei Klingon, e che Stamets è l'elemento indispensabile per il funzionamento del motore a spore.
Mudd pensa di aver vinto e disattiva il loop temporale non sapendo che è una trappola; infatti l'equipaggio della Discovery riesce a prendere a quel punto il controllo della nave e consegna Mudd al suocero (un ricco mercante d'armi) e a sua figlia Stella (sinceramente innamorata di Mudd, nonostante sia a conoscenza della natura illecita di molti dei suoi affari) con la richiesta di non lasciarlo mai più allontanare da quest'ultima.
- Altri interpreti: Rainn Wilson (Harry Mudd)

## Si vis pacem, para bellum
- Titolo originale: Si Vis Pacem, Para Bellum
- Diretto da: John S. Scott
- Scritto da: Kirsten Beyer

### Trama
Sul pianeta Pahvo è presente una grande antenna che secondo la Federazione permetterebbe di fare individuare le navi klingon occultate ai sensori federali. Tyler, Burnham e Saru sono inviati sul pianeta per raggiungere l'antenna, visto che è impossibile teletrasportarsi nelle vicinanze per via delle interferenze. Durante la missione i tre scoprono una forma di vita locale che si manifesta con globuli di luce, che ha un effetto psicologico fortissimo su Saru eliminandogli qualsiasi forma di paura. Intanto sull'astronave klingon, l'ammiraglio Cornwell è interrogata da L'Rell che vuole vendicarsi di quanto il capitano Lorca ha fatto sulla nave durante la sua fuga.
Dopo un po' Saru impazzisce a causa dell'influenza della forma di vita di Pahvo e cerca in tutti i modi di impedire a Tyler e Burnham di arrivare all'antenna, con l'intento di proteggere il pianeta Pahvo da qualsiasi rischio nella guerra tra la Federazione e i Klingon e che con il loro intervento diventerebbe invece un bersaglio dei Klingon. La specie a cui Saru appartiene, i Kelpiani, ha sempre avuto la paura come costante presenza, tanto che i suoi sensi si sono acutizzati per mantenerlo sempre all'erta, e questa nuova sensazione di tranquillità indotta dagli abitanti del pianeta è per lui devastante.
Nel tentativo di attuare comunque il piano, Burnham fugge durante la notte e Saru utilizza le sue capacità innate di resistenza alla corsa per raggiungerla. Arrivato all'antenna, Saru cerca di distruggere il trasmettitore, ma la forma di vita locale del pianeta decide a quel punto di trasmettere lei stessa due segnali: uno per i Klingon, l'altro per la Federazione.

## Nella foresta mi addentro
- Titolo originale: Into the Forest I Go
- Diretto da: Chris Byrne
- Scritto da: Bo Yeon Kim, Erika Lippoldt

### Trama
A Lorca viene ordinato di allontanarsi dal pianeta Pahvo prima dell'arrivo dei Klingon per non mettere a rischio la sua nave, ma disobbedisce agli ordini per proteggere le forme di vita del pianeta e per sperimentare la possibilità di individuare le navi klingon occultate. All'arrivo dei Klingon, Tyler e Burnham si teletrasportano sulla loro astronave per nascondervi due sensori che avrebbero permesso di creare un algoritmo per rilevare la nave in fase di occultamento. Lì trovano Cornwell ancora viva, nascosta assieme a L'Rell (che intende disertare), ma l'incontro con la Klingon provoca uno shock post traumatico a Tyler, da lei torturato e violentato durante la sua recente prigionia.
Una volta terminata l'installazione dei sensori, mentre Burnham distrae Kol sfidandolo a combattere, Lorca ordina a Stamets di far compiere alla Discovery 133 micro-salti iperspaziali per generare una lettura tridimensionale dei dati dei sensori e individuare l'astronave klingon nonostante il suo occultamento. I salti vengono completati con seri problemi per Stamets che, a causa suo ruolo chiave nel funzionamento del sistema di propulsione dell'astronave, ne rimane completamente prostrato.
Quando l'analisi dei dati inviati dai sensori viene completata, Burnham, Tyler, Cornwell e L'Rell vengono teletrasportati sulla Discovery e la nave klingon viene individuata e distrutta. Stamets vorrebbe fare un ultimo salto per ricongiungersi velocemente alla flotta, ma nell'avviare il salto Lorca inserisce volutamente coordinate "sconosciute" e la procedura abortisce, a causa dell'estrema debolezza di Stamets: l'astronave riemerge nello spazio normale in un luogo sconosciuto, pieno di detriti di astronavi klingon.

## Vostro malgrado
- Titolo originale: Despite Yourself
- Diretto da: Jonathan Frakes
- Scritto da: Sean Cochran

### Trama
L'equipaggio della Discovery scopre che sono arrivati in un universo speculare parallelo, con Stamets ora incosciente e incapace di utilizzare il trasporto via spore. Tyler si confronta con L'Rell, e lei tenta di usare un segnale verbale per innescare qualcosa dentro di lui, ma lui cerca di reagire. Dal diario di bordo di una nave klingon distrutta, l'equipaggio della Discovery apprende che questo universo è governato dall'Impero Terrestre umano di stampo fascista e profondamente razzista, che sta combattendo una resistenza che include specie come Klingon, Romulani e Vulcaniani. In questo universo Burnham è l'ex capitano della ISS Shenzhou, presunta morta dopo un attacco del fuggitivo Lorca. L'ISS Discovery è capitanata dalla controparte di Silvia Tilly, quindi lei e l'equipaggio fingono di essere i loro stessi dell'universo parallelo. Tyler si reca dal dottor Culber perché continua a soffrire di flashback mentali causati dalle torture subite dai Klingon: Culber lo sottopone quindi a visite più approfondite e scopre che il suo corpo ha subìto importanti modifiche chirurgiche e lo vuole sollevare dall'incarico, ma Tyler improvvisamente gli rompe il collo. Burnham, Tyler e Lorca si teletrasportano sulla Shenzhou per scoprire come tornare nel proprio universo, con la copertura che Burnham aveva dato la caccia a Lorca fingendo la propria morte e che ora lo aveva catturato. Sulla Shenzhou, Lorca viene torturato mentre Burnham assume il comando dopo aver ucciso il suo vice.

## Il lupo dentro
- Titolo originale: The Wolf Inside
- Diretto da: TJ Scott
- Scritto da: Lisa Randolph

### Trama
L'ISS Shenzhou riceve le coordinate di un pianeta dove si nasconde la leadership della resistenza e l'ordine di sterminarla. Burnham e Tyler si fanno teletrasportare sul pianeta da soli come gruppo di sbarco e si arrendono alla resistenza nella speranza di imparare come i Klingon di questo universo hanno imparato a lavorare con altre specie; scoprono che la controparte di Voq è il leader della resistenza. Burnham si offre di dare alla resistenza il tempo di scappare prima che le loro basi vengano distrutte; la controparte di Sarek, chiamato il Profeta, si connette alla mente di Burnham e conferma che ci si può fidare di lei. L'ascolto di Voq innesca la programmazione mentale di Tyler, che inizia a combatterlo, ma viene presto battuto da Voq. Tornato sulla nave, rivela a Burnham che ora sa di essere il Voq originale, che è stato sottoposto a numerosi interventi chirurgici per apparire Umano e infiltrarsi nella Flotta Stellare; all'improvviso attacca Burnham, ma viene fermato dalla controparte di Saru (un servo) e arrestato. In base alle leggi vigenti nell'Impero Terrestre, Tyler viene condannato a morte mediante teletrasporto nello spazio. Burnham si incarica lei stessa di attivare il teletrasporto, fingendo di volerlo giustiziare, ma dopo pochi secondi che Tyler è nello spazio, viene riteletrasportato nella USS Discovery. Questo era l'unico modo per Burnham per consegnare alla Discovery tutti i dati necessari per poter tornare nel proprio universo, nascondendo addosso a Tyler un dischetto contenente tutti i dati. Saru e Tilly quindi lo arrestano in base alle leggi della Federazione per l'omicidio del dottor Culber. Intanto Tilly ha ideato un metodo per guarire Stamets usando le spore, che però sembra non aver sortito l'effetto sperato. Burnham viene rimproverata dall'Imperatrice per non aver distrutto immediatamente le postazioni della resistenza, che vengono quindi subito silurate. L'Imperatrice si rivela essere la controparte di Georgiou.

## Sfrenata ambizione
- Titolo originale: Vaulting Ambition
- Diretto da: Hanelle Culpepper
- Scritto da: Jordon Nardino

### Trama
Burnham e Lorca sono convocati presso la Charon, l'ammiraglia imperiale. L'imperatrice Georgiou condanna Lorca in una cella di tortura e cena con Burnham (mangiando un Kelpiano). Stamets si trova all'interno della rete micellare con la coscienza della sua controparte, apprendendo che la rete è stata danneggiata dagli esperimenti della sua controparte. Stamets incontra la coscienza di Culber e viene a sapere del suo omicidio. Culber cerca di far reagire Stamets per farlo riprendere dallo stato comatoso in cui era. Georgiou si confida con Burnham e le dice che ha permesso a Lorca di diventare una figura paterna per Burnham, ma il rapporto è andato molto oltre e hanno complottato per rovesciarla. Georgiou condanna a morte per tradimento Burnham, che per salvarsi rivela la verità sulla sua provenienza da un altro universo. Georgiou scambia gli schemi del motore a spore in cambio delle informazioni sui modi alternativi per attraversare gli universi. Georgiou rivela a Burnham che il Lorca che conosce proviene dall'Universo dello Specchio, e si rende conto che Lorca è riuscito a manipolare gli eventi dall'inizio per avvicinarsi a lei e per poter ritornare al suo universo. Lorca fugge dalla cella di tortura.

## Il passato è il prologo
- Titolo originale: What's Past Is Prologue
- Diretto da: Olatunde Osunsanmi
- Scritto da: Ted Sullivan

### Trama
Nell'Universo dello specchio, sulla nave ammiraglia dell'imperatrice, Lorca libera i suoi soldati trattenuti all'interno delle camere di tortura e tenta un ammutinamento contro l'imperatrice Georgiou. Con l'aiuto del tenente Stamets dello specchio e di un'arma batteriologica, i Terrestri ribelli riescono a uccidere buona parte dei soldati rimasti fedeli all'imperatrice; questa reagisce ma nella battaglia conseguente riesce a sopravvivere solo fuggendo tramite un teletrasporto d'emergenza. Sulla Discovery il tenente Stamets comprende che la nave imperiale ha un nucleo di energia che la alimenta, insieme alle sue potenti armi, sfruttando la rete di micelio. Purtroppo il tasso di assorbimento energetico è tale da impedirne la naturale rigenerazione: la degenerazione del micelio potrebbe avere effetti catastrofici sugli esseri viventi di tutto il multiverso. Nonostante l'alto rischio di compiere una missione suicida, gli ufficiali della Discovery decidono di distruggere il nucleo con l'unica speranza, basata sui calcoli di Tilly e Stamets, di poter sfruttare l'onda d'urto dell'esplosione di micelio per alimentare il motore a spore che li riporterà a casa. L'ex imperatrice Georgiou si allea con Burnham e, dopo essere riuscita a uccidere Lorca ma ormai resasi conto di essere priva di potere e autorità al cospetto dei suoi uomini, accetta di sacrificarsi per consentire alla Discovery di far esplodere il campo di contenimento del nucleo di energia con un attacco dall'esterno. Al momento di essere teletrasportata sulla Discovery, Burnham si aggrappa a Georgiou portandola con sé e salvandole la vita. Tuttavia la reazione che avrà una volta sulla Discovery non sarà di riconoscenza verso Burnham. La nave, guidata da Stamets attraverso la rete miceliare, riesce a tornare nell'universo corretto, ma nove mesi dopo la data di partenza. Si scopre così che l'Impero Klingon aveva nel frattempo vinto la guerra contro la Federazione.

## La guerra fuori, la guerra dentro
- Titolo originale: The War Without, The War Within
- Diretto da: David Solomon
- Scritto da: Lisa Randolph

### Trama
La Discovery è abbordata da Cornwell e Sarek, che spiegano che le casate klingon rimangono divise e gareggiano fra di loro per vedere chi distrugge più avamposti della Federazione. L'unico rifugio sicuro per la Flotta Stellare oltre alla Terra è la Base Stellare 1, dove si dirigono con Cornwell, che assume il comando. Dopo l'intervento chirurgico di emergenza eseguito da L'Rell, Tyler ora ha la sua personalità, ma può ancora accedere ai ricordi di Voq; Burnham non è in grado di perdonare le sue azioni come Voq. L'equipaggio trova la Base Stellare 1 conquistata dai Klingon, e il resto del comando della Flotta Stellare in ritirata per proteggere la Terra. La controparte di Georgiou rivela a Burnham che ha sconfitto i Klingon nell'Universo dello specchio con un attacco a sorpresa sul loro pianeta natale di Qo'noS, e Cornwell accetta di replicarlo. Per saltare nel territorio klingon, Stamets terraforma una luna desolata dove far crescere un nuovo raccolto di spore per poter poi far funzionare il motore miceliare. La controparte di Georgiou rivela a Sarek e a Cornwell altre informazioni essenziali, e in cambio viene presentata all'equipaggio della Discovery come capitano Georgiou, salvata segretamente da un'astronave klingon.

## Mi prenderai per mano?
- Titolo originale: Will you take my hand?
- Diretto da: Akiva Goldsman
- Scritto da: Akiva Goldsman, Gretchen J. Berg, Aaron Harberts

### Trama
Tyler, grazie ai suoi ricordi klingon, riesce a indicare il punto in cui una squadra di sbarco potrebbe immettere un drone nel sistema vulcanico spento sotto la superficie di Qo'nos, sfruttando le caverne sotto un santuario, e mappare i possibili bersagli di un'offensiva della Federazione. La Discovery effettua un salto nel micelio, riemergendo sulla superficie del pianeta, all'interno di una grotta e in prossimità del luogo stabilito; la squadra è composta da Georgiou, Burnham, Tilly e Tyler che si travestono da contrabbandieri di armi e si infiltrano per carpire informazioni sull'esatta locazione del santuario. Dopo essersi divisi, Tilly scopre che il sistema vulcanico in realtà è attivo e che il "drone" consegnatole da Georgiou è in realtà un'idro-bomba; subito dopo viene colpita dall'ex imperatrice che si impossessa della valigetta con l'ordigno. Burnham si confronta con l'ammiraglio Cornwell, che ammette che la detonazione della bomba nel vulcano attivo annienterà tutta la vita su Qo'noS, consentendo così alla Federazione di vincere la guerra; Burnham si rifiuta di essere complice di un genocidio, spalleggiata da tutto l'equipaggio, e insiste perché la Flotta Stellare rispetti i principi su cui è fondata. Rintracciata Georgiou, in cambio della sua libertà, si fa consegnare il detonatore per cederlo alla Klingon L'Rell, che usa la minaccia della distruzione di massa per unire le case klingon sotto la sua guida e porre fine alla guerra. Mentre Tyler sceglie di rimanere con L'Rell, abbandonando la Discovery, il resto dell'equipaggio torna sulla Terra e viene glorificato: tutti ricevono una medaglia d'onore, mentre a Burnham viene anche concessa la grazia, venendo reintegrata nel suo grado di comandante. Mentre la Discovery si sta recando su Vulcano per accompagnare l'ambasciatore Sarek e imbarcare il nuovo Capitano, riceve una chiamata di soccorso dal capitano Pike della USS Enterprise, dalla quale viene intercettata poco dopo.